# Rosyjski niedźwiedź

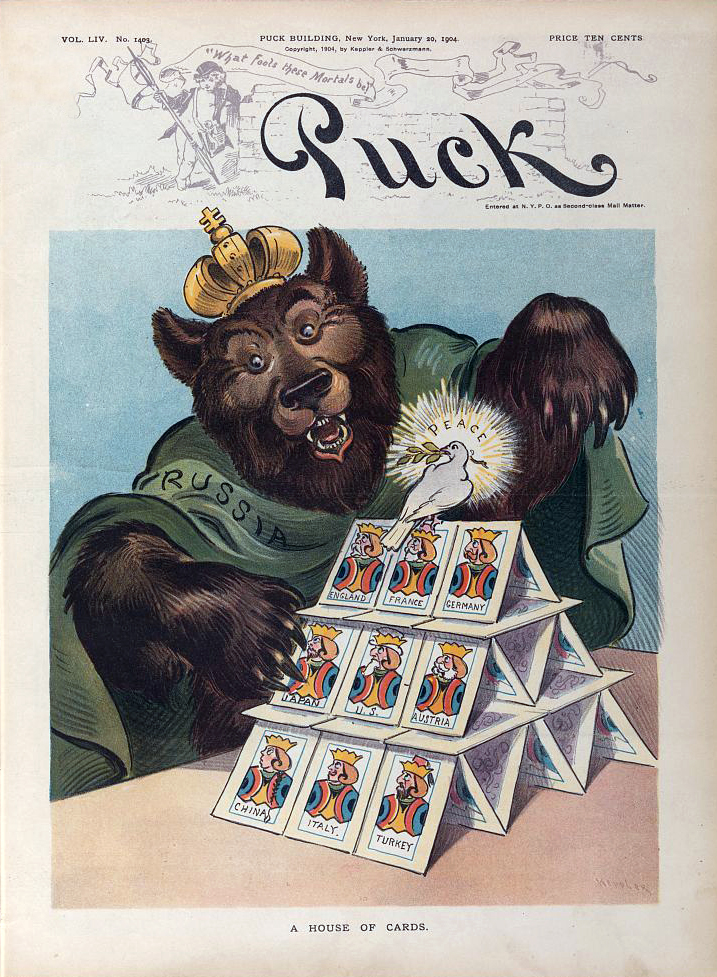
Rosyjski niedźwiedź niszczy misternie ułożony domek z kart

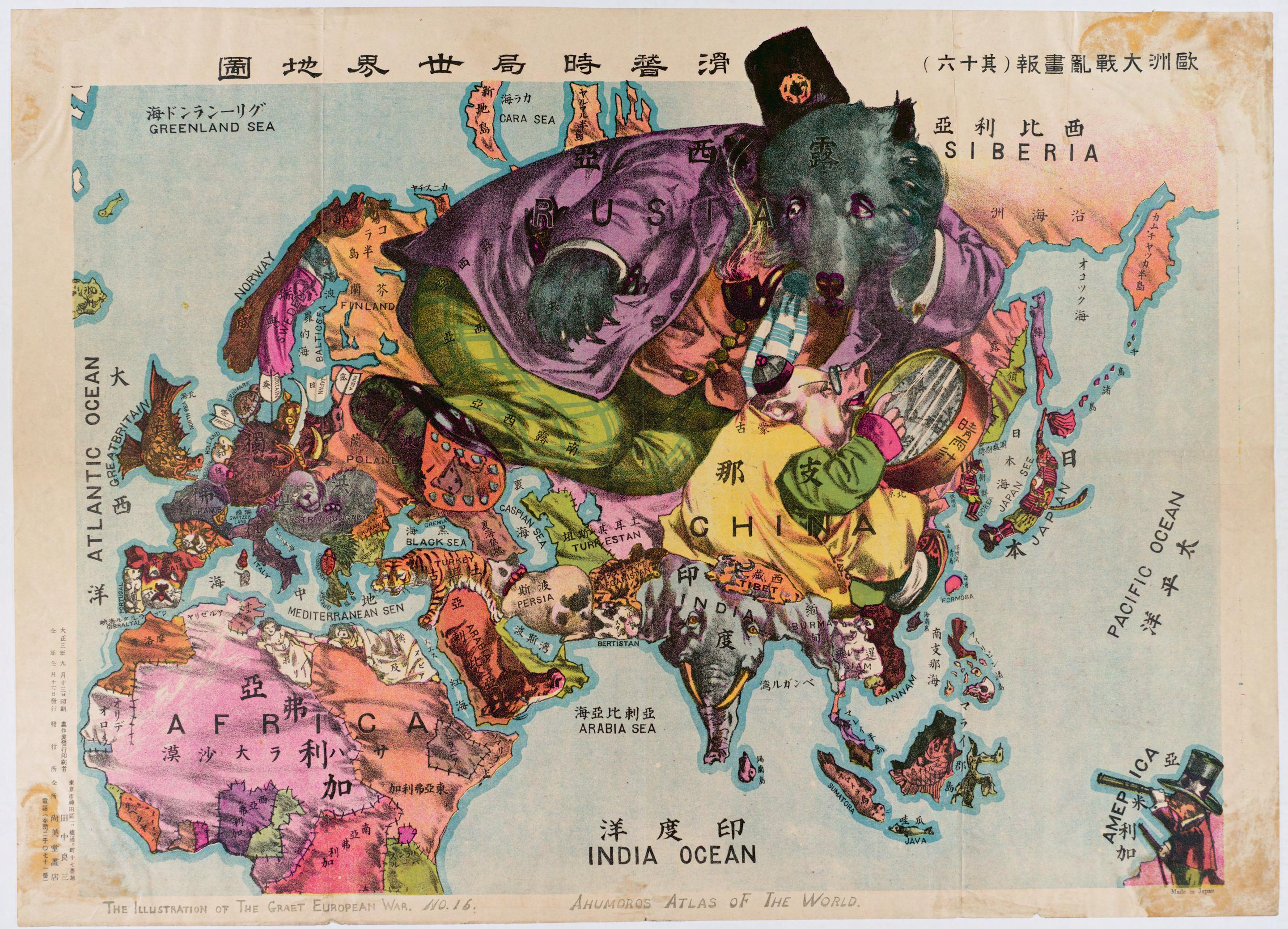
Japońska mapa satyryczna z rosyjskim niedźwiedziem jako symbolem Rosji

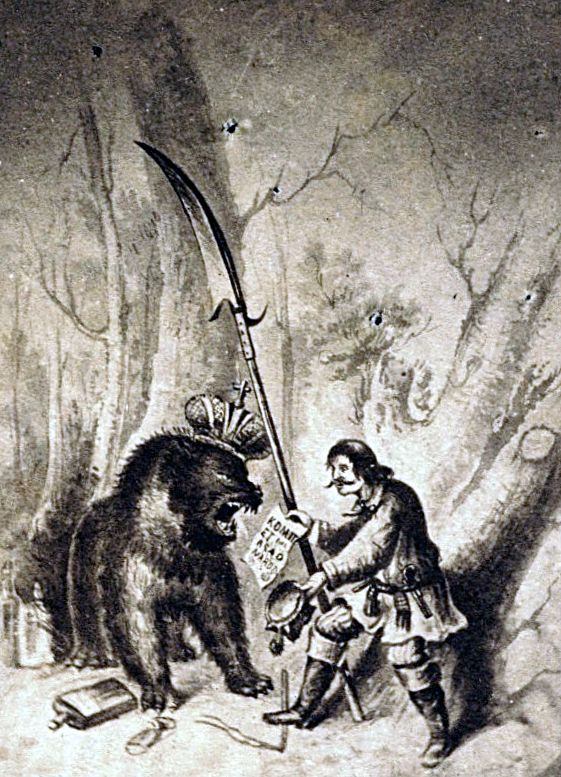
Rysunek z rosyjskim niedźwiedziem i powstańcem styczniowym

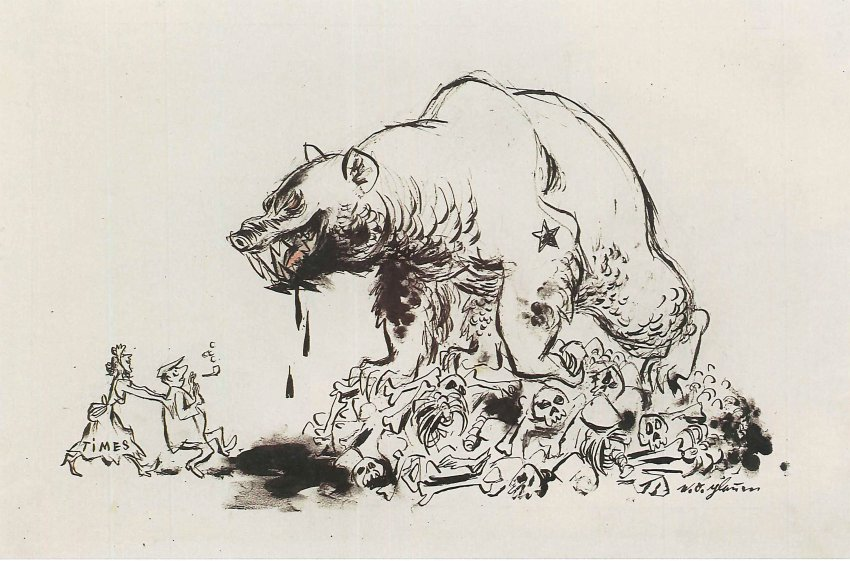
Krwiożerczy rosyjski niedźwiedź w nazistowskim tygodniku Das Reich

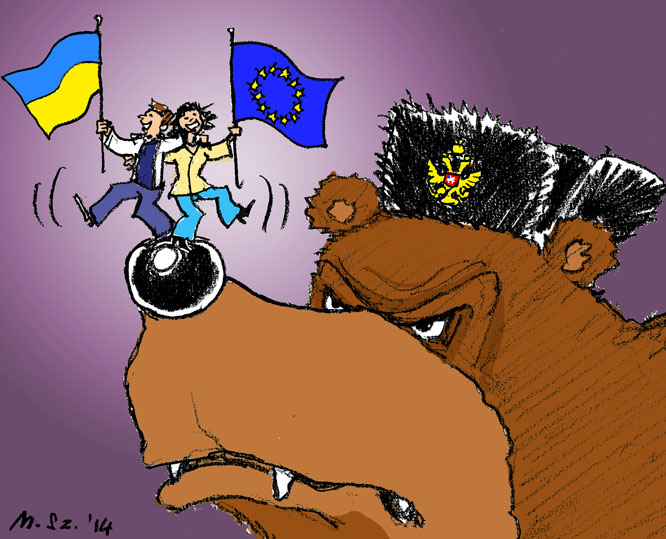
Ukraińcy tańczą na nosie rosyjskiego niedźwiedzia w czasie Euromajdanu

Rosyjski niedźwiedź (ros. Русский медведь) – rosyjski symbol narodowy wykorzystywany w sztuce, literaturze i propagandzie jako „ucieleśnienie rosyjskiej dumy narodowej” w Imperium Rosyjskim, Związku Radzieckim i Federacji Rosyjskiej.
Idea rosyjskiego niedźwiedzia, który umacnia rosyjskość, pojawiła się po raz pierwszy nie w Rosji, ale na Zachodzie, przy czym nie wiadomo w jakim dokładnie okresie się to stało. Jedno z najwcześniejszych zastosowań określenia „rosyjski niedźwiedź” pojawiło się w tragedii Makbet autorstwa Williama Shakespeare’a. W akcie 3, scenie 4 Shakespeare wspomniał o „nieustępliwym rosyjskim niedźwiedziu”. Ponadto niedźwiedź używany był często w brytyjskich karykaturach, a później także w Stanach Zjednoczonych, często w niezbyt pozytywnym kontekście. Czasami używano go, aby zasugerować, że Rosja jest „wielka, brutalna i niezdarna”.

## Herby
Jest kilka przykładów przedstawiających niedźwiedzie w herbach, głównie polarne i brunatne. W herbie i fladze obwodu nowogrodzkiego widnieją dwa niedźwiedzie brunatne. Herb Republiki Marii El to czerwony niedźwiedź z mieczem i tarczą. W herbach Jamalsko-Nienieckiego Okręgu Autonomicznego i Czukockiego Okręgu Autonomicznego widnieją niedźwiedzie polarne, zaś Republika Karelii i Kraj Chabarowski mają w herbie czarne niedźwiedzie.
W herbach Kraju Permskiego i Republiki Karelii niedźwiedź symbolizuje przejęcie prawosławia od kultów niedźwiedzia. Pomimo symboliki niedźwiedzia w Rosji, lokalny herb przedstawia niedźwiedzia jako odzwierciedlenie regionu i jego historii, a nie całej Rosji.

## Mapy
Liczne mapy od XVII do XX wieku przedstawiają Rosję jako zamieszkaną i reprezentowaną przez niedźwiedzie. Mapy zaczynały się od małych niedźwiedzi, które miały reprezentować Rosję. Takie przedstawienie na mapach skłoniło jednego z uczonych do zasugerowania, że Zachód postrzega Rosję jako „królestwo dzikich zwierząt”, wskazując na porównanie między niedźwiedziami w Rosji i lwami berberyjskimi w Afryce Północnej. Z biegiem czasu niedźwiedzie te zaczęły reprezentować cały kraj. Ostatecznie niedźwiedzie związały się z ideą Rosji, a nie małych zwierząt na mapie, zwłaszcza poprzez satyryczne mapy.

## Karykatury
Rosyjski niedźwiedź był także przedstawiany w politycznych karykaturach, zwłaszcza w brytyjskim tygodniku Punch. Jedno z najwcześniejszych zastosowań związku niedźwiedzia z Rosją miało miejsce pod koniec XVIII wieku, kiedy brytyjski rysunek przedstawiał głowę cesarzowej Katarzyny Wielkiej na ciele niedźwiedzia dosiadanego przez rosyjskiego generała Grigorija Potiomkina. Podczas wojen napoleońskich niedźwiedzie były również używane do reprezentowania Rosji obok innych zwierząt, takich jak angielski lew. W czasie wojny krymskiej Rosję wielokrotnie przedstawiano jako niedźwiedzia, zwłaszcza w karykaturach Puncha przedstawiających niedźwiedzia trzymającego indyka, reprezentującego Imperium Osmańskie, któremu nadano podtytuł „Turcja w niebezpieczeństwie?”. Przedstawienie rosyjskiego niedźwiedzia było kontynuowane w karykaturach przez cały XIX i początek XX wieku. Podczas I wojny światowej wiele karykatur Puncha wspominało o tym, że Rosja używała niedźwiedzia do reprezentowania rosyjskiego imperium.
Jednak karykatury nie zawsze przedstawiały Rosję w okresie wojny lub ekspansji, ale wykorzystywały także niedźwiedzia do opisywania problemów. Czasami niedźwiedź pokazywany był jako poraniony w wyniku wojny lub problemów wewnętrznych. Szczególnie po powstaniu styczniowym w Królestwie Polskim ukazywano rosyjskiego niedźwiedzia walczącego z Polonią będącą personifikacją Polski.

## Związek Radziecki
Wizerunek niedźwiedzia był jednak przy różnych okazjach (zwłaszcza w XX wieku) podejmowany także przez samych Rosjan. Umieszczenie niedźwiedzia Miszy jako maskotki igrzysk olimpijskich w Moskwie w 1980 roku, najwyraźniej miało na celu przeciwstawienie się wizerunkowi „wielkiego i brutalnego rosyjskiego niedźwiedzia” w postaci małego, milutkiego i uśmiechniętego niedźwiadka.
W udanej kampanii prezydenckiej Ronald Reagan w 1984 roku wykorzystał motyw niedźwiedzia w słynnej reklamie „Niedźwiedź w lesie”, w której twierdził, że dostrzega istnienie sowieckiego zagrożenia, a jego przeciwnik zaprzecza jego istnieniu.

## Rosja
Po rozpadzie ZSRR w parlamencie rosyjskim panowało pewne poparcie dla posiadania niedźwiedzia jako nowego herbu Rosji, a zwolennicy zauważyli, że „Rosja i tak jest utożsamiana na świecie z niedźwiedziem”. Ostatecznie jednak przywrócono herb dwugłowego orła z czasów cesarskich.
W Rosji skojarzenia z wizerunkiem niedźwiedzia spotkały się ze stosunkowo mieszanymi reakcjami. Z jednej strony sami Rosjanie cenią niedźwiedzia za jego siłę i przebiegłość, a niedźwiedzie są bardzo często wykorzystywane jako maskotki lub jako logo. Z drugiej strony nadużywanie wizerunku niedźwiedzia przez obcokrajowców odwiedzających Rosję przed XX wiekiem doprowadziło do tego, że wizerunek niedźwiedzia stał się rodzajem poufnego żartu postulującego, że „rosyjskie ulice są pełne niedźwiedzi” jako przykład stereotypowych, nieprawdziwych informacji o Rosji.
Później niedźwiedź został uznany za symbol partii Jedna Rosja, która od początku XXI wieku dominuje w życiu politycznym Rosji. Przypadkowo nazwisko Dmitrija Miedwiediewa, prezydenta Rosji w latach 2008–2012, jest przymiotnikiem dzierżawczym od słowa медведь, oznaczającego „niedźwiedzie”.